# Aida Nikołajczuk
Aida Nikołajczuk (ukr.) Аїда Юріївна Ніколайчук (ur. 3 marca 1982 w Odessie) – ukraińska piosenkarka pop i pop rock.
Zwyciężczyni trzeciego sezonu X-Factor na Ukrainie w 2012.
Aida zwróciła na siebie uwagę jury, widzów i internautów interpretacją piosenki Kołysanka (Колыбельная, Kalybelnaya) podczas castingu w drugim sezonie. Jej występ został przerwany przez dwóch jurorów podejrzewających playback, którzy zaproponowali dalsze wykonanie a capella, co też uczyniła, wzbudzając uznanie.
Brała udział w ukraińskich eliminacjach do 61. Konkursu Piosenki Eurowizji w 2016 roku.
W Polsce Aida Nikołajczuk po raz pierwszy wystąpiła 12 marca 2016 roku w Braniewie.

## Dyskografia
Albumy
- My Pod Odnim Nebom (Мы под одним небом) (2013)[4]

Single
- Na twoej planete (На твоей планете)  - Na twojej planecie
- My pod odnim nebom (Мы под одним небом) - My pod jednym niebem
- Ne obeszczaj(Не обещай)
- Ludy-myrazy (Люди-миражи) Ludzie - miraże
- Daj mne nocʹ (Дай мне ночь)  - Daj mi noc
- U lubvi moey twoy głaza (У любви моей твои глаза) - W mojej miłości Twoje oczy
- Tak sumue vesna (Так сумує весна)
- Uletay (Улетай)
- We're Under One Heaven
- Eternity
- Muzyka (Музыка) - Muzyka
- Dwa neba (Два неба) - Dwa nieba